# Bataille de Poson
Guerres arabo-byzantines
Batailles
- Mu'tah (629)
- Ajnadayn (634)
- Damas (634)
- Fahl (635)
- Yarmouk (636)
- Jérusalem (636-637)

- Héliopolis (640)
- Nikiou (646)

- Sufétula (647)
- Tahouda (683)
- Mammès (688)
- Carthage (698)
- Oued Nini (698)

- 1re Constantinople (674-678)
- Sébastopolis (692)
- Tyane (~708)
- 2e Constantinople (717-718)
- Andrinople (718)
- Nicée (727)
- Akroinon (740)

- Kamacha (766)
- Invasion de l'Asie Mineure (782)
- Kopidnadon (788)
- Krasos (804)
- Invasion de l'Asie Mineure (806)
- Anzen (838)
- Amorium (838)
- Mauropotamos (844)
- Poson (863)
- Bathys Ryax (872 ou 878)

- Syracuse (877-878)
- Stelai ou 1re Milazzo (880)
- 2e Milazzo (888)
- Taormine (902)
- Garigliano (915)
- Détroit (965)
- Georges Maniakès en Sicile (1038-1040)

- Phœnix de Lycie (655)
- Keramaia (746)
- Conquête musulmane de la Crête (années 820)
- Damiette (853)
- Raguse (866-868)
- Kardia (~872-873)
- Golfe de Corinthe (~873)
- Céphalonie (880)
- Chalcis (~883)
- Thessalonique (904)

- Portes ciliciennes (878)
- Campagnes de Jean Kourkouas (926-944)
- Marach (953)
- Raban (958)
- Andrassos (960)
- Campagnes de Nicéphore II Phocas (956-969)
- Chandax (960-961)
- Alexandrette (971)
- Campagnes de Jean Tzimiskès (~950-975)
- Gués de l'Oronte (994)
- Alep (994-995)
- Apamée (998)
- Campagnes de Basile II (979-999)
- Azâz (1030)

La bataille de Poson (en grec : Μάχη τοῦ Πόσωνος) opposa en 863 les forces de l'Empire byzantin à une armée d'invasion arabe en Paphlagonie. L'armée byzantine était dirigée par Petronas, l'oncle de l'empereur Michel III, bien que les Arabes mentionnent la présence de Michel lors de la bataille. L'armée arabe était quant à elle dirigée par l'émir de Mélitène Omar al-Aqta.
Omar réussit à briser la résistance initiale des Byzantins à son invasion avant d'atteindre les rivages de la mer Noire. Toutefois, les Byzantins mobilisent leurs forces et les Arabes sont encerclés près de la rivière Lalakaon. La bataille qui s'ensuit voit la victoire complète des Byzantins et la mort de l'émir sur le champ de bataille. Les Byzantins lancent ensuite une contre-offensive victorieuse contre l'émirat. Ces victoires sont décisives car elles éliminent la principale menace aux frontières byzantines. Elles marquent le début d'une période où les Byzantins parviennent à reprendre l'initiative à leurs frontières orientales. Cette ère culmine au Xe siècle, l'âge des grandes conquêtes de Nicéphore Phocas notamment.
Cette victoire permet aussi à Byzance de se délivrer de la pression constante que font peser les Arabes sur ses frontières orientales. Cela autorise l'empire à se consacrer aux questions européennes. Ainsi, les Bulgares acceptent sous la pression d'adopter le christianisme ce qui les fait entrer dans la sphère culturelle byzantine.

## Contexte

### Guerres frontalières arabo-byzantines
À la suite des rapides conquêtes musulmanes du VIIe siècle, l'Empire byzantin se trouvE réduit à l'Asie Mineure, aux côtes sud des Balkans et à certaines régions italiennes. Byzance reste l'adversaire majeure du califat et les raids arabes en Asie Mineure se prolongent tout au long des VIIIe et IXe siècles. Ces raids sont souvent lancés sur une base annuelle et acquièrent au fil du temps un caractère presque rituel. Lors de cette période, les Byzantins restent généralement sur la défensive. Ils souffrent de graves défaites à l'image du pillage d'Amorium, la cité natale de la dynastie régnante en 838. Avec le déclin du pouvoir califal à partir de 842 et l'apparition d'émirats autonomes aux frontières orientales de l'Empire byzantin, ce dernier retrouve peu à peu la faculté d'imposer sa propre puissance dans la région.
Dans les années 850, l'émirat de Mélitène est la menace la plus importante pesant sur l'Empire byzantin, notamment sous le règne d'Omar Al-Aqta. L'émir de Tarse Ali Ibn Yahia (en) fait aussi peser une menace non négligeable sur les frontières byzantines aux côtés de l'émirat de Qaliqala (Théodosiopolis en grec) et des Pauliciens dirigés par Karbéas,. La situation géographique de l'émirat de Mélitène rend celui-ci particulièrement menaçant pour Byzance car il se situe sur la partie occidentale de l'Anti-Taurus ce qui lui donne un accès direct au plateau anatolien. L'année 860 constitue une annus horribilis pour Byzance qui fait face aux raids conjugués d'Omar et de Karbéas qui pénétrent profondément en Asie Mineure bientôt suivis par les raids d'Ali Ibn Yahia et par une attaque maritime en provenance de Syrie qui pille la base navale d'Antalya.

### L'invasion arabe de 863
Lors de l'été 863, Omar lane une nouvelle offensive en coordination avec l'armée d'Ali,. Il pille la Cappadoce et il est probable que des Pauliciens sont aussi présents. Selon l'historien byzantin Théophane Continué, l'armée arabe s'éleve à 40 000 hommes. Les estimations modernes modèrent ce nombre et estiment l'armée arabe à 20 000 hommes, ce qui reste un effectif élevé pour l'époque. Les Arabes traversent les Portes ciliciennes pour pénétrer dans le territoire byzantin avant de piller la région jusqu'à Tyana. À cet endroit, l'armée d'Ali fait demi-tour pour des raisons inconnues tandis que l'émir de Mélitène continue son expédition.
Selon l'historien arabe Ya'qubi, Omar dispose de 8 000 hommes. Du côté byzantin, l'empereur Michel III rassemble une armée pour s'opposer au raid arabe. Il rencontre les forces d'Omar dans un lieu appelé Marj al-Uqsuf (« le pré de l'évêque ») par les sources arabes. Cette région montagneuse se situe près de Malakopéa, au nord de Nazianze. La bataille est sanglante et les deux côtés souffrent de nombreuses pertes. Selon l'historien perse al-Tabari, seul un millier d'Arabes survécurent. Néanmoins, ces derniers réussissent à échapper aux Byzantins et continuent leur raid à travers le thème des Arméniaques avant d'atteindre la mer Noire et de mettre à sac la ville d'Amisos,,.

## Bataille

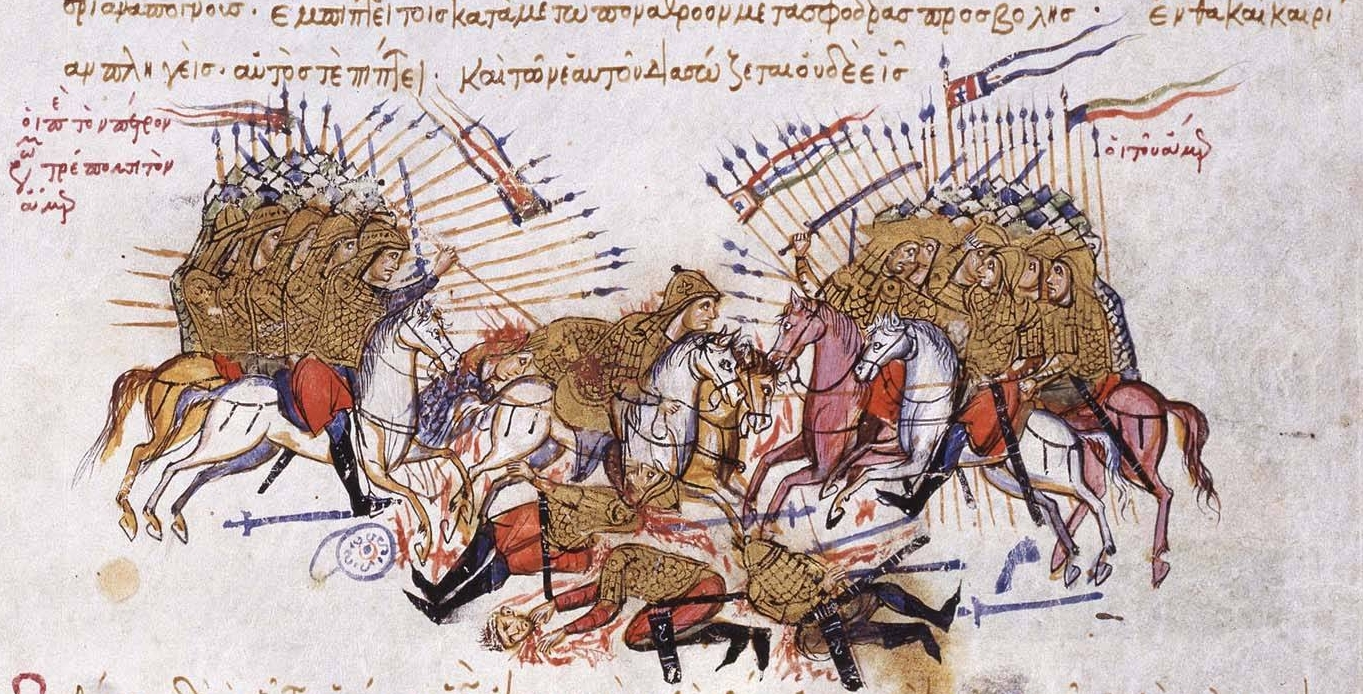
La bataille de Poson dans le manuscrit Skylitzès.

Dès que Michel apprend la chute d'Amisos, il ordonne à son oncle Pétronas de se diriger contre les Arabes à la tête d'une armée nombreuse (50 000 hommes selon al-Tabari). Selon Al-Tabari, l'empereur commande lui-même l'armée mais ce n'est pas confirmé par les sources byzantines. Toutefois, le parti pris des historiens byzantins de la période macédonienne peut expliquer cet oubli délibéré. L'armée rassemble des forces provenant de tout l'empire divisées en trois groupes qui se rejoignent peu avant de combattre les Arabes. L'armée en provenance du Nord est issue des thèmes de la mer Noire (Arméniaques, Bucellaires, Kolonéia et Paphlagonie), celle du Sud a probablement déjà combattu les Arabes et provient des thèmes des Anatoliques, de l'Opsikion et de Cappadoce ainsi des kleisourai de Séleucie et de Charsianon. Enfin, l'armée en provenance de l'Ouest et dirigée par Pétronas est composée des troupes de Macédoine, de Thrace et de l'armée impériale,.
La coordination de l'ensemble des forces n’est pas aisée mais les forces byzantines convergent le 2 septembre et encerclent l'armée d'Omar près de la ville de Poson ou Porson près de la rivière Lalakaon,. La localisation exacte de la bataille reste imprécise bien que les historiens de l'époque considèrent que la bataille eut lieu près de la rivère Halys, à 130 kilomètres au sud-est d'Amisos. À l'approche des forces byzantines, la seule route sûre permettant à l'émir et à ses hommes de battre en retraite est dominée par une colline stratégique. Celle-ci est le théâtre de combats entre les deux adversaires dont les Byzantins sortent triomphants. Le 3 septembre, Omar décide de lancer ses troupes vers l'ouest sur les positions de Petronas dans l'espoir d'effectuer une percée. Toutefois, les lignes byzantines ne cèdent pas ce qui donne le temps aux deux ailes byzantines de cerner puis d'attaquer les flancs et l'arrière exposés de l'armée arabe. La déroute de cette dernière est complète et une grande partie des soldats arabes, dont Omar, périssent sur le champ de bataille. Karbéas, le chef des Pauliciens, fait peut-être partie des victimes puisque les sources mentionnent qu'il meurt dans le courant de l'année.
Seul le fils de l'émir, dirigeant un petit corps de troupes, parvient à s'échapper vers le sud et la région de Charsianon. Toutefois, il fut poursuivi par Machairas, le kleisourarque de Charsianon, qui le défait et le capture avec un grand nombre de ses hommes.

## Conséquences

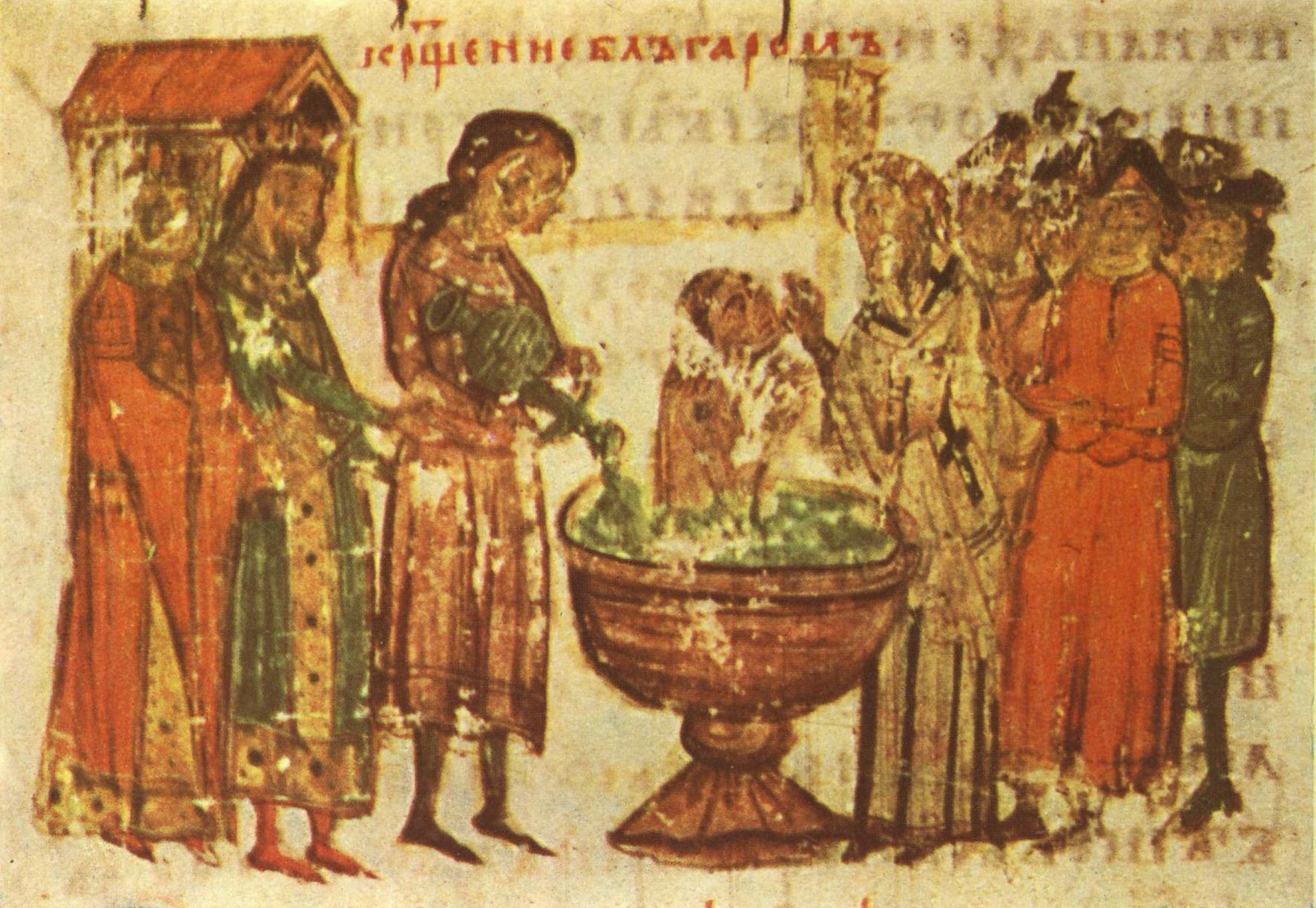
La victoire de Poson et les succès qui s'ensuivent permettent aux Byzantins de se concentrer sur la Bulgarie et à convertir celle-ci au christianisme. Illustration du baptême des Bulgares dans la chronique de Manassès.

Les Byzantins s'empressent de récolter les fruits de leur victoire. Une armée byzantine envahit l'Arménie occupée par les Arabes. Durant l'automne, ils défont et tuent l'émir Ali ibn Yahya. Ainsi, lors d'une seule campagne, les Byzantins éliminent leurs trois opposants les plus dangereux sur leur frontière orientale. Rétrospectivement, ces succès s'avérent décisifs car la bataille ruine de façon durable la puissance de l'émirat de Mélitène. De plus, la victoire byzantine modifie le rapport de force dans la région et inaugure l'ère des offensives byzantines en Asie Mineure.
L'importance de ces victoires ne passe pas inaperçue aux yeux des hommes de l'époque. Les Byzantins les perçoivent comme la revanche du sac d'Amorium, 25 ans plus tôt. Les généraux victorieux sont honorés d'une entrée triomphale à Constantinople tandis que des célébrations spéciales sont tenues. Pétronas est récompensé du titre de magistrots et la province de Charsianon est élevé au rang de thème.
L'élimination de la menace orientale et l'accroissement de la puissance byzantine a aussi des conséquences sur le front occidental. En effet, le dirigeant Boris Ier de Bulgarie négocie avec le pape et Louis II de Germanie sur une possible conversion de son peuple au christianisme. Cette expansion de l'influence religieuse de Rome dans des régions très proches de Constantinople ne peut être acceptée par le gouvernement byzantin. En 864, les armées victorieuses d'Orient sont transférées en Europe et envahissent la Bulgarie dans le but d'effectuer une démonstration de force. Celle-ci convainc Boris d'accepter la venue de missionnaires byzantins. Boris est baptisé et prend le nom de Michel, en référence à l'empereur byzantin. C'est le début de la christianisation de la Bulgarie qui devient une région membre de l'aire d'influence byzantine de l'Église orthodoxe,.

## Sources
- (en) Nadia Maria El Cheikh-Saliba, Byzantium viewed by the Arabs, Cambridge, Mass, Distributed for the Center for Middle Eastern Studies of Harvard University by Harvard University Press, coll. « Harvard Middle Eastern monographs » (no 36), 2004, 271 p. (ISBN 978-0-932-88530-2, lire en ligne).
- (en) John Haldon, The Byzantine Wars : Battles and Campaigns of the Byzatine Era, Stroud, Gloucestershire, Tempus, 2001.
- (en) Warren Treadgold, A History of Byzantine State and Society, Stanford University Press, 1997.
- (en) Eirini-Sofia Kiapidou, « Battle of Lalakaon River, 863 », Encyclopedia of the Hellenic World, Asia Minor,‎ 2003.
- (de) Georg Hans Beck, Geschichte der byzantinischen Volksliteratur, Munich, Verlag C. H. Beck, 1971.
- (en) Mark Whittow, The Making of Byzantium, 600–1025, University of California Press, 1996, 477 p. (ISBN 0-520-20496-4, présentation en ligne).
- Jean-Claude Cheynet, Le monde byzantin II, l'Empire byzantin (641-1024), Paris, PUF, coll. « Nouvelle Clio », 2006.
- (en) George L. Huxley, « The Emperor Michael III and the Battle of Bishop's Meadow (A.D. 863) », =Greek, Roman, and Byzantine Studies,‎ 1975, p.443–450 (ISSN 0017-3916, lire en ligne).
- Romilly Jenkins, Byzantium: The Imperial Centuries, AD 610–1071, Toronto, University of Toronto Press, 1987 (ISBN 0-8020-6667-4, présentation en ligne).